# Relazioni sino-africane
Con relazioni sino-africane ci si riferisce agli scambi politici, economici, militari, sociali e culturali tra la Cina e il continente africano.
Nel Medioevo ci sono stati alcuni contatti grazie al viaggio di Ibn Battuta, lo studioso marocchino, in alcune zone della Cina. Il viaggio dello studioso Somalo Sa'id di Mogadishu, sempre in Cina, e nel XV secolo i viaggi, durante la dinastia Ming, dell'ammiraglio cinese Zheng He, che ha circumnavigato il tratto di costa somalo, e seguito la costa fino al Canale del Mozambico.
Le relazioni politiche ed economiche contemporanee sono iniziate con Mao Zedong, il primo leader del Partito Comunista Cinese, a seguito della guerra civile cinese. Attualmente ci sono circa 1 milioni di cittadini cinesi residenti in Africa.

## Storia
I primi contatti si possono far risalire al II secolo a.C., tra la dinastia Han e l'Africa, tra i quali si scambiavano beni pregiati. La dinastia Song incrementò gli scambi commerciali: molti prodotti cinesi approdarono sulla costa settentrionale ed orientale, ed alcuni arrivarono anche fino allo Zimbabwe.
La dinastia Ming iniziò ad importare avori, corni di rinoceronte, ambra e altri prodotti preziosi, in cambio di seta, porcellana e lacca. I rapporti si interruppero con l'avvento del colonialismo occidentale e ripresero solo dopo la costituzione della Repubblica Popolare Cinese e la conquista dell'indipendenza da parte di paesi africani. Lo stesso Mao Zedong sostenne i movimenti di liberazione africani e promosse alcune grandi opere, tra cui la ferrovia tra la Tanzania e lo Zambia.
Nel corso degli anni 1990 gli scambi tra la Cina e l'Africa sono aumentati del 700%, e la Cina attualmente è il primo partner commerciale. 
A partire dal XXI secolo, la Repubblica Popolare Cinese ha costruito legami economici sempre più forti con l'Africa. Nell'ottobre del 2000 è stato fondato il Forum sur la coopération sino-africaine (FOCAC), a cui nel 2022 partecipano 53 paesi su 54 del continente.